# Хове
Хове (на нидерландски: Hove) е селище в Северна Белгия, провинция Антверпен. Намира се на 6 km югоизточно от центъра на град Антверпен. Населението му е около 8310 души (2006).